# Joseph Demuth
Joseph Demuth (* 21. April 1946 in Ridgewood (New Jersey)) ist ein US-amerikanischer Physiker.
Demuth erhielt 1968 den BS für Physik am Rensselaer Polytechnical Institute und den PhD 1972 an der Cornell University. Er wechselte zu IBM und war dort dann in der Folge bis 1974 Fellow der Research Division, bis 1978 Member des Research Staff und bis 1980 Assistant to the Director of Research. Seit 1987 ist er Senior Manager am Thomas J. Watson Research Center bei IBM sowie Financial Officer der Noble Development Corporation. Im Jahre 1985 war Demuth Vorsitzender der Surface Science Division an der American Vacuum Society. 1981 wurde er Fellow der American Physical Society.
Demuth beschäftigt sich in seinen Forschungen mit dem Verständnis der strukturellen und elektronischen Eigenschaften von Oberflächen und Adsorbaten.

## Auszeichnungen
- 1993: Davisson-Germer-Preis[2]